# Gauldianus chilensis
Gauldianus chilensis là một loài tò vò trong họ Ichneumonidae.